# در عمق زیاد (فیلم ۱۹۹۹)
در عمق زیاد (به انگلیسی: In Too Deep) فیلمی محصول سال ۱۹۹۹ و به کارگردانی مایکل رایمر است. در این فیلم بازیگرانی همچون عمر اپس، ال‌ال کول جی، نیا لانگ، هیل هارپر، پم گریر، جیک وبر، ریچارد بروکس، دیوید پاتریک کلی، ورونیکا وب، ران کانادا، رابرت لاساردو، دونالد پاتریک هاروی، جرمین دوپری، کارینا آریووی، گیرمو دیاز، آنجانو الیس، استیکی فینگاز، میا هریسون و ناز ایفای نقش کرده‌اند.